# Jan Sajdak
Jan Sajdak (Burzyn, 26 febbraio 1882 – Poznań, 22 aprile 1967) è stato un filologo classico e bizantinista polacco docente dell'Università Jagellonica (1912-1916), poi professore all'Università di Leopoli (1917 -1919) e all'Università di Poznań (1919-1933 e dal 1946), dove fondò il Dipartimento di Filologia Classica e di cui fu rettore nel 1931-1932.
Jan Sajdak era membro dell'Accademia polacca della cultura; negli anni 1918-1920 ha curato "Eos" (una rivista scientifica dedicata alla filologia classica, fondata nel 1894 a Leopoli dal prof. Ludwik Ćwikliński); curatore dell'edizione in più volumi degli "Scritti dei Padri della Chiesa, a cura del prof. dr Jan Sajdak" e numerosi lavori scientifici nel campo della patristica (in particolare per quanto riguarda Gregorio di Nazianzo e Tertulliano); ideatore (insieme al prof. Witold Klinger) della cosiddetta scuola di filologia di Poznań; fu autore di numerose opere sugli studi bizantini. Il 5 febbraio 1909 conseguì il dottorato all'Università Jagellonica discutendo la tesi Quaestiones Naziazenicae. Pars prima. Quae ratio inter Gregorium Nazianzenum e Maximum Cynicum intercedat. Insieme al prof. Leon Sternbach ha raccolto materiali per la pubblicazione di scoliasti e commentatori sugli scritti di Gregorio di Nazianzo nelle biblioteche di Venezia, Roma, Montecassino, Napoli e Milano. Su consiglio del prefetto della Biblioteca Ambrosiana e Vaticana Ambrogio Damiano Achille Ratti (poi papa Pio XI) si recò all'abbazia di Montecassino nella primavera del 1912. Lì scrisse la sua tesi di abilitazione De codicibus graecis in Monte Cassino (Cracovia, 1913). Ha realizzato la prima traduzione completa al mondo della poesia bizantina in una lingua moderna, il tedesco. Su richiesta del Comitato editoriale degli scritti greci dei Padri della Chiesa del IV secolo - istituito dall'Accademia polacca della cultura - ha lavorato nelle biblioteche di Vienna, Basilea, Parigi, Londra, Oxford, Monaco di Baviera e Berlino.

## Biografia
Nacque a Burzyn, nel comune di Tuchów vicino a Tarnów, figlio di Franciszek e Ludwika nata Nowak; frequentò una scuola locale a Burzyn, poi una scuola media a Tarnów. Il 7 novembre 1939 fu deportato da Poznań al campo di Główna, poi a Ostrowiec Świętokrzyski, poi a Burzyn e Tuchów; dove continuò il suo lavoro scientifico e organizzò lezioni segrete nel campo del liceo; divenne presidente della commissione d'esame e (dal 1941) ispettore per conto del consiglio clandestino del distretto scolastico di Cracovia. Già nel gennaio 1945, il professore iniziò a organizzare la scuola media municipale di Tuchów, di cui divenne il primo direttore. Nel giugno 1945 tornò a Poznań, dove riprese a organizzare l'università. Morì il 22 aprile 1967 a Poznań, dove fu sepolto nel cimitero Junikowski..

### Gli studi e la carriera accademica
Studiò filologia classica all'Università Jagellonica; conseguì il dottorato nel 1909. Ottenne l'abilitazione nel 1912; nel 1916 gli fu affidata una cattedra all'Università di Leopoli, inizialmente come professore aggiunto, e il 3 dicembre 1917 divenne professore associato. Nell'aprile 1919 gli fu affidato il terzo dipartimento di filologia classica presso la neonata Università di Poznań (la nomina ufficiale a professore presso l'Università di Poznań è del 19 novembre 1920); ha condotto seminari sulla letteratura greca e latina (principalmente cristiana), nonché lezioni di grammatica. Grazie agli sforzi del professor Sajdak, il dipartimento di filologia classica acquisì due collezioni private di libri del professor R. Klussmann di Lipsia e H. Schenkel di Vienna, dotando così Poznań della più ricca collezione di libri del settore. Purtroppo la biblioteca andò a fuoco durante la guerra, quindi il professor Sajdak affrontò nuovamente il compito di ricostruire la collezione di libri. Mandato in pensione anticipata nel 1933, aprì un gruppo di scuole private chiamato Collegium Marianum nel quartiere Wilda di Poznań. Quando il Consiglio della Facoltà di Filosofia dell'Università Jagellonica lo reintegrò con delibera del 30 novembre 1934, fu trasferito all'Università di Poznań, e tenne come professore associato (benché fosse già stato professore ordinario) lezioni di storia di letteratura bizantina, per un'ora a settimana. Dopo la liberazione il 30 ottobre 1945, quando il terzo dipartimento di filologia classica fu riattivato, il professor Sajdak tornò alla sua posizione precedente. Purtroppo, dopo la chiusura degli studi di filologia classica a seguito della cosiddetta "regionalizzazione" del 1952, prof. Sajdak fu costretto a insegnare in altre facoltà come professore a contratto. Tuttavia, con decreto del Presidente del Consiglio Nazionale del 1º maggio 1956, tornò alla sua posizione precedente. Si ritirò nel 1960.
I contributi di Jan Sajdak si concentrano principalmente in due aree: patristica e bizantinistica. Nella prima, ha dedicato la maggior parte delle sue pubblicazioni all'opera di Gregorio di Nazianzo, a partire dalla sua dissertazione di dottorato, per continuare con articoli pubblicati durante i suoi studi all'estero e culminare con una vasto saggio di 340 pagine, senza contare altri articoli. Dal 1924 ha curato una serie di 20 volumi degli Scritti dei Padri della Chiesa in traduzione polacca; a cui egli stesso tradusse il dialogo di Minucio Felice intitolato Ottavio e l'apologeta Tertulliano. A quest'ultimo dedicò anche un'ampia monografia. Da bizantinista si è occupato della figura di Giovanni Geometra, con un'edizione critica dei suoi inni. Fu anche l'autore del primo libro di testo di letteratura bizantina in Polonia. Nel campo della letteratura greca classica, il dramma satirico ha attirato brevemente la sua attenzione. Divenne noto come latinista dopo aver assunto la cattedra di studi latini presso l'Università di Leopoli dopo Bronisław Kruczkiewicz, e occasionalmente dopo il trasferimento a Poznań.
Ebbe come allievi: Jan Stahr, Wiktor Steffen e Leon Witkowski.

### La Società Filologica Polacca
Dopo essersi trasferito all'Università di Poznań nel 1919, avviò la costituzione della Società Filologica Polacca di Poznań, la cui riunione di fondazione si svolse l'11 ottobre di quell'anno. La carica di presidente della Società fu poi affidata al fondatore della Società, il professor Ludwik Ćwikliński, che era appena tornato nella sua città natale dopo molti anni; Jan Sajdak ne divenne il vicepresidente.

## Riconoscimenti
Il 7 settembre 2013 gli è stata intitolata la scuola elementare di Burzyn (comune di Tuchów)..

## Opere principali
- Biblioteki rękopisów greckich na Wschodzie, Kraków, 1914.
- Quaestiones Nazianzenicae, „Eos” XV (1909), pp. 18–48.
- Nazianzenica I, „Eos” XV (1909), pp. 123–129.
- Nazianzenica II, „Eos” XVI (1910), pp. 87–93.
- Ad cod. Borbon. 118 II D 22 adnotatiuncula, „Eos” XVI (1910), p. 29.
- De Gregorio Nazianzeno posteriorum rhetorum grammaticorum lexicographorum fonte I, „Eos” XVI (1910), pp. 94–99.
- De Gregorio Nazianzeno posteriorum rhetorum grammaticorum lexicographorum fonte II, „Eos” XVIII (1912), pp. 1–30.
- Rękopisy św. Grzegorza z Nazjanzu w bibliotekach szwajcarskich, „Eos” XVII (1911), 193–198.
- De Gregorio Nazianzeno poetarum christianorum fonte, „Archiwum Filologiczne Polskiej Akademii Umiejętności”, vol. I, Kraków, 1917.
- Ioannis Geometrae Hymni in ss. Deiparam, in Analecta Byzantina, vol. I, Poznań, 1931.
- De fragmento satyrico Oxyr. Pap. VIII 1083 observationes aliquot, in „Symbolae Philologorum Posnaniensium”, Poznań, 1920, pp. 62–74.
- Supplementum Rufianum, „Program Gimnazjum św. Jacka”, Kraków 1918, pp. 95–129
- Catulianum – Car, XLIX, „Eos” XXIII (1918), 54.
- Franciszek Zabłocki jako tłumacz Horacego. Księga pamiątkowa ku uczczeniu 30-letniej pracy naukowej i nauczycielskiej St. Dobrzyckiego, Poznań, 1928, pp. 298–317.
- De codicibus Vergilianis in bibliotheca Cornicensi asservatis, „Munera philologica L. Ćwikliński bis sena lustra professoria claudenti ab amicis collegis discipulis oblata”, Poznań, 1936, pp. 279–298.
- Historia critica scholiastarum et commentatorum Gregorii Nazianzeni. Pars 1: De codicibus scholiastarum et commentatorum Gregorii Nazianzeni, Kraków, 1914.
- De Gregorio Nazianzeno poetarum christianorum fonte, Cracoviae, sumptibus Akademiae Litterarum apud G. Gebethner et Socios, Varsoviae, Gebethner et Wolff, 1917.
- Minucjusz Feliks, Octavius, z łac. tł., dał wstęp i objaśnienia Jan Sajdak, Poznań, 1925, (2ª ed. Poznań, 2001).
- Ioannis Kyriotis Geometrae Hymni in SS. Deiparam, recensuit prolegomenis instruxit Ioannes Sajdak, Posnaniae, 1931. Analecta Byzantina, t.1.
- Jakub Diassiorinos jako fałszerz, „Sprawozdania Poznańskiego Towarzystwa Przyjaciół Nauk” t. 7, z. 2, Poznań, 1933, pp. 30–32.
- Jakuba Diassorinosa Metafrazy kontyków, „Sprawozdania Poznańskiego Towarzystwa Przyjaciół Nauk” t. 7, z.3, Poznań, 1934, pp. 64–67.
- Jana Geometresa Metafrazy „Contica” Pisma św., „Sprawozdania Poznańskiego Towarzystwa Przyjaciół Nauk” t. 3, z. 3, Poznań, 1930, pp. 14–15.
- Joannis Geometrae Humni in S. Marian Virginem, „Sprawozdania Poznańskiego Towarzystwa Przyjaciół Nauk” t. 2, z. 3, Poznań, 1929, pp. 48–49.
- Ioannes Geometres quaterus feratur autor parapharasis conticorum secundum codicem Paris Gr. 2743 traditae, „Eos” 34 (1932/33), pp. 291–309.
- Joannis Geometrae carmen, „Eos” 24 (1919–1920), pp. 43–44.
- Kwestia „Suidasa”, „Sprawozdania Poznańskiego Towarzystwa Przyjaciół Nauk” t. 7, z. 2, Poznań, 1933, s. 33–35.
- Liber Suda, „Poznańskie Towarzystwo Przyjaciół Nauk. Prace Komisji Filologicznej” 7 (1934), z. 1, s. 249–272; także osobo: Liber Suda, Poznań, 1934. Prace Komisji Filologicznej, t. 7, z. 4.
- Spicilegium geometrae, „Eos” 18 (1929), pp. 191–198.
- Spicilegium geometrae, „Eos” 33 (1930–1931), pp. 521–534.
- Bizantynistyka. Źródła i zarys studjów, „Sprawozdania Poznańskiego Towarzystwa Przyjaciół Nauk” t. 7, z. 2, Poznań 1933, s. 32–33; także osobno: Bizantynistyka, źródła i zarys studiów, „Prace Komisji Filologicznej Poznańskiego Towarzystwa Przyjaciół Nauk”, (1933), pp. 329–347.
- św. Grzegorz z Nazjanzu, Listy, z jęz. grec. tł., dał wstęp i objaśnienia Jan Stahr, Poznań, J. Jachowski Księg. Uniwersytecka, 1933.
- Literatura bizantyńska inWielka literatura powszechna Trzaski, Everta i Michalskiego, t. 4, Warszawa, 1933, pp. 679–760.
- Pius XI – papież bibliotekarz, Kraków, 1939.
- Quintus Septimius Florens Tertulian, Apologetyk, z łaciny tłumaczył, dał wstęp i objaśnienia Jan Sajdak, Poznań, 1947.
- Kwintus Septimiusz Florens Tertulian. Czasy, życie, dzieła, Poznań, Księgarnia Akademicka, 1949.
- Święty Ambroży z Mediolanu, Obowiązki duchownych, przeł. Kazimierz Abgarowicz, przekł. przejrz. Jan Sajdak i Jan Wikarjak, Warszawa, "Pax", 1967.
- Pod urokiem literatury patrystycznej i bizantyńskiej, Poznań, 2009.[1]